# Freeport Outlet Alcochete
Der Freeport Lisboa Fashion Outlet ist das größte Outlet in Europa auf einer Verkaufsfläche von 50.000 m². Es wurde am 9. September 2004 eröffnet. Es befindet sich in der Stadt Alcochete im Großraum Lissabon.
Das Outlet ist wie ein Dorf angelegt. Im Zentrum befindet sich ein Platz, von dem aus drei Gassen in verschiedene Richtungen gehen. In den Gassen befinden sich die einzelnen Shops., in denen verschiedene Marken von Textilfirmen, Möbel- und Inneneinrichtung vertrieben werden. Daneben finden sich auch Optiker, ein Handyladen, ein Multiplex-Kino und zahlreiche Gastronomiebetriebe.

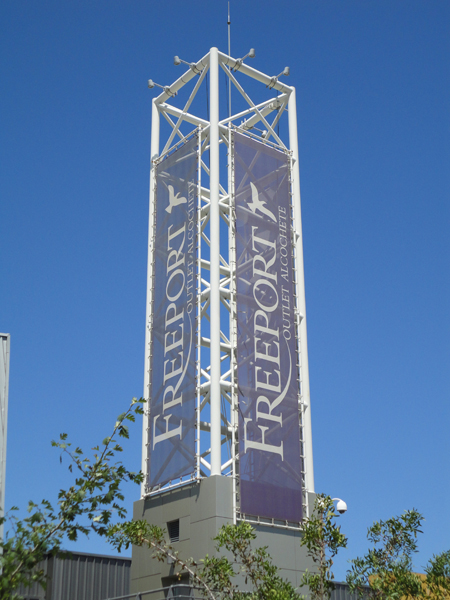
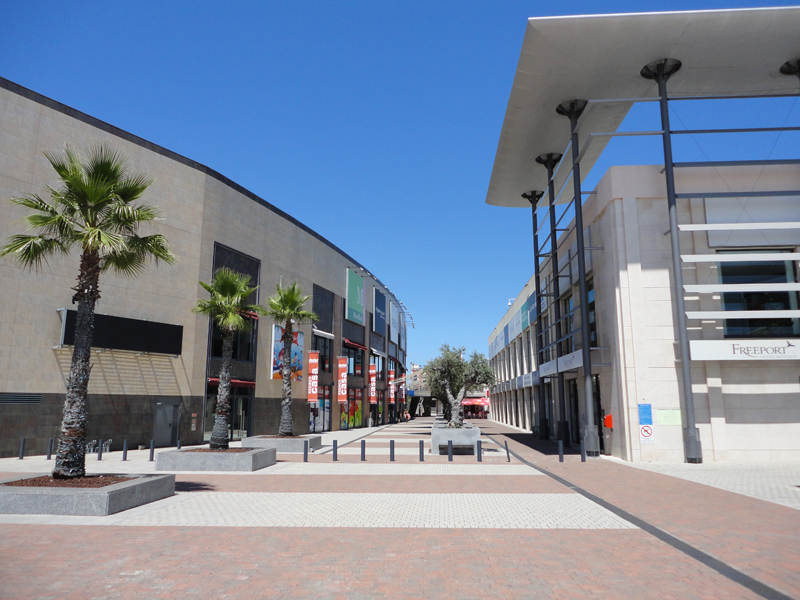
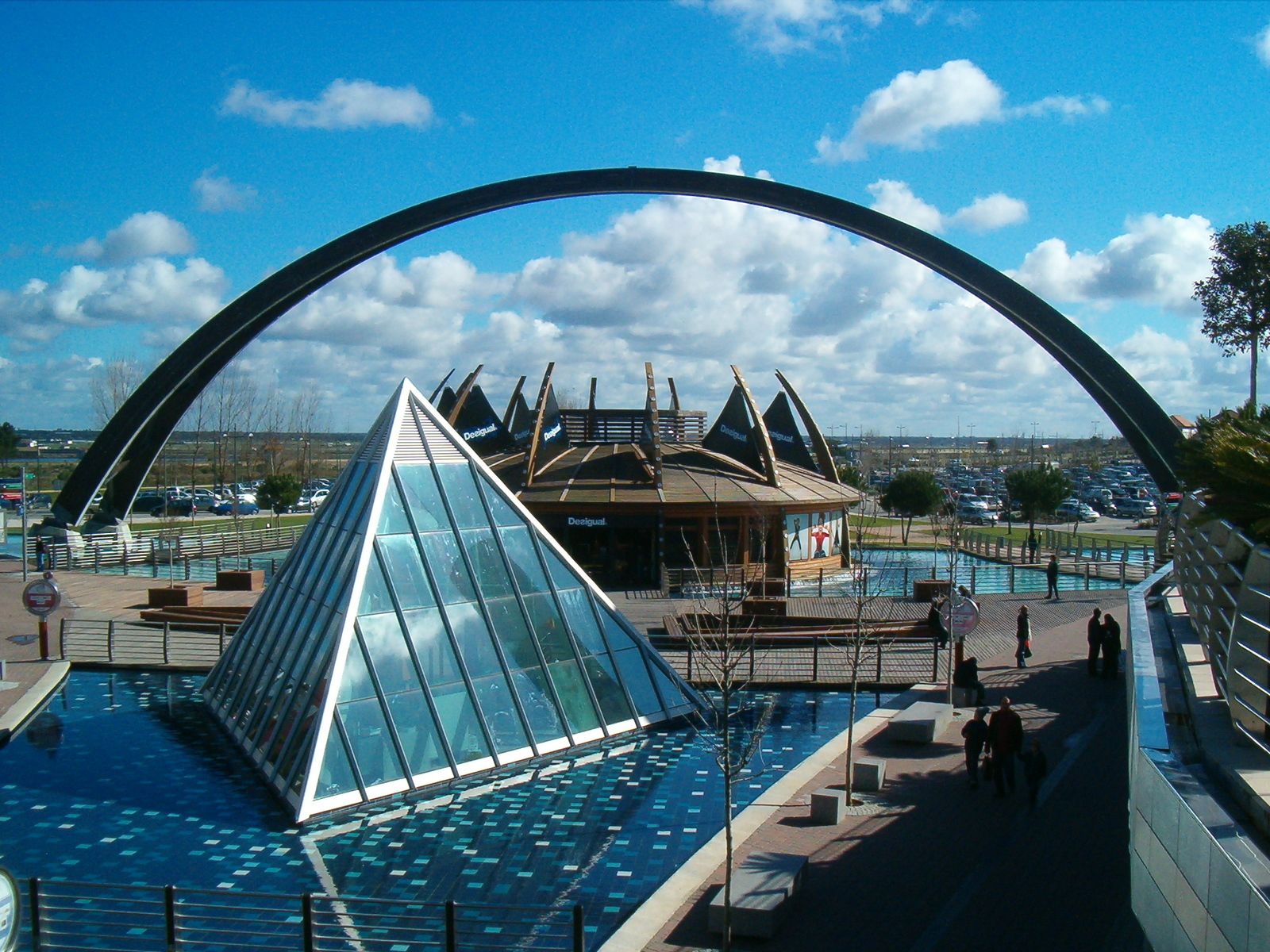
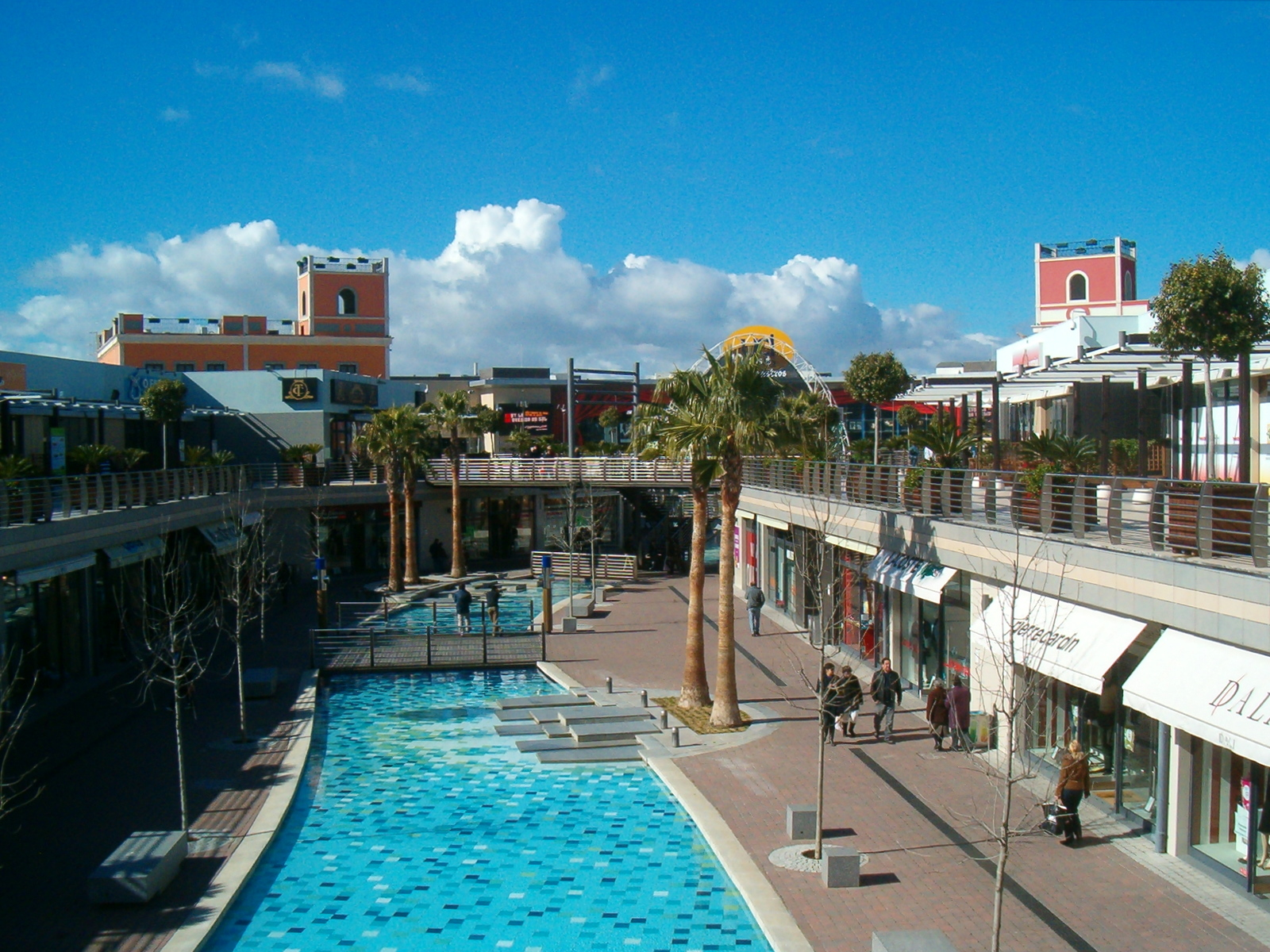
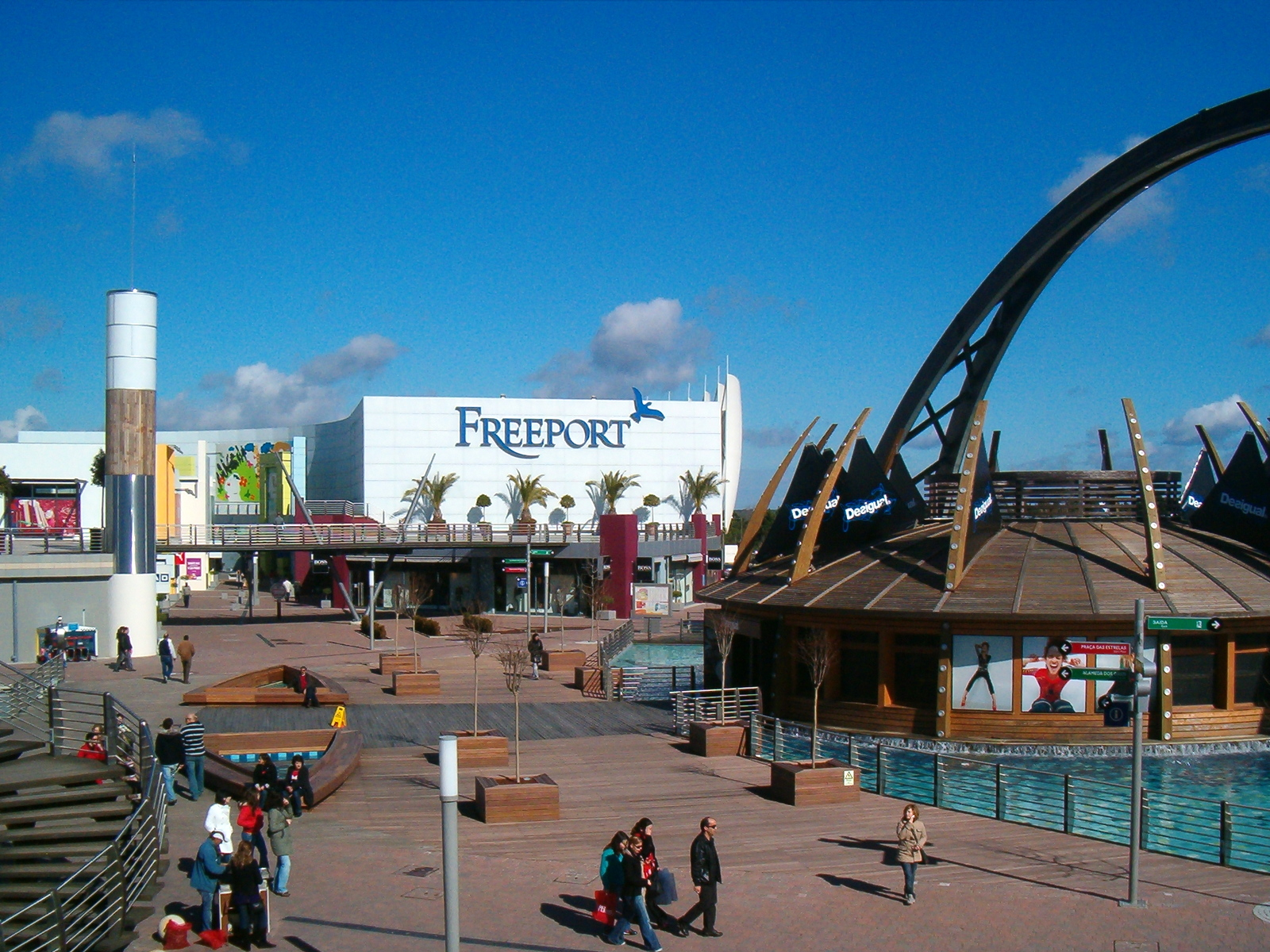

## Anbindung

### PKW
Der Freeport liegt an der N119, die über die IC3 auf die Vasco-da-Gama-Brücke führt.
Es gibt zwei Parkmöglichkeiten: Ein kostenloser Parkplatz befindet sich vor den Toren des Outlets. Darunter findet man eine Tiefgarage, die allerdings nur am Wochenende geöffnet hat.

### Flugzeug
Der nächstgelegene Flughafen ist der internationale Flughafen Lissabon-Portela.

### Bus

#### Linienverkehr
Die Busfirma TST betreibt sechs Buslinien, die zum Freeport führen.
- 410 Alcochete (Freeport) – Barreiro Bahnhof
- 412 Alcochete (Freeport) – Montijo Fährhafen
- 413 Alcochete (Freeport) – Setúbal
- 431 Lissabon – Montijo
- 432 Lissabon – Atalaia
- 437 Lissabon – Montijo

#### Busshuttle
Die Betreiberfirma des Freeport bot zum ersten Mal im Jahr 2010 einen kostenlosen Busshuttle von und nach Lissabon an. Für das Jahr 2011 wurde dieser Service wiederholt. Viermal am Tag fuhr der Shuttlebus von der Praça Marquês de Pombal.

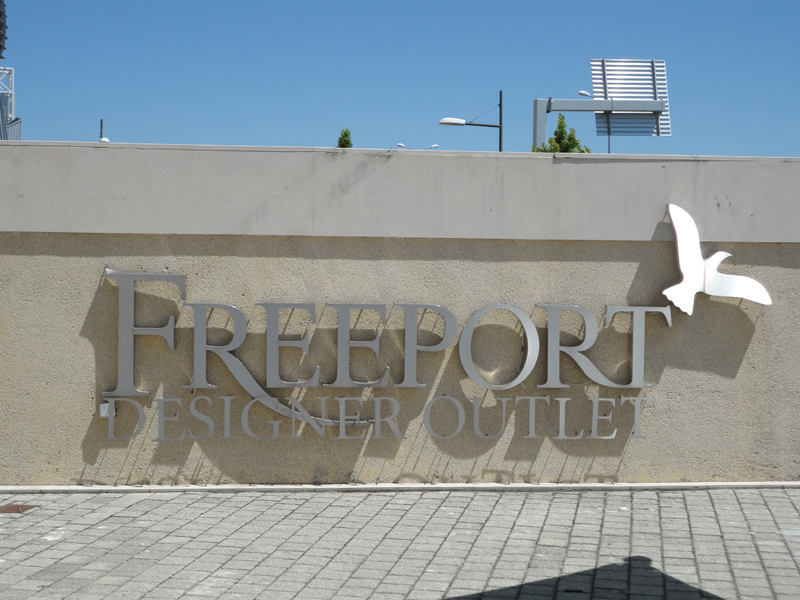
Freeport Alcochete

## Der Fall Freeport
In der portugiesischen Presse ranken sich 2009 Spekulationen um das Genehmigungsverfahren des Outlets.
Im Jahr 1999 beantragte das irländische Unternehmen RJ McKinney den Bau auf dem Gelände der ehemaligen Reifenfabrik von Firestone. Der ausgewählte Platz lag in dem Naturschutzgebiet Reserva Natural do Estuário do Tejo. Die Firma RJ McKinney beauftragte nun die Firma »Smith & Pedro – Consultores Associados, Lda.«, sich um die Baugenehmigung und die Änderung der Grenzen des Naturreservats zu kümmern.
Am 14. März 2002 erfolgte die Baugenehmigung durch das Kabinett unter Leitung des Premierministers António Guterres. Dies geschah drei Tage vor den Parlamentswahlen, die dann zur Abwahl von António Guterres führten. Damaliger Umweltminister war der spätere Premierminister José Sócrates. Vorausgehend wurden die Auswirkungen auf die Umwelt durch die Agência Portuguesa do Ambiente untersucht. Innerhalb von 55 Tagen kam man zum Entschluss, dass keine Auswirkungen vorliegen. Es ist damit eines der schnellsten Genehmigungsverfahren. Damit einher gehen auch Spekulationen über eine mögliche Bestechung der Entscheider.
In diesem Fall tauchte im Jahr 2009 eine heimlich aufgenommene DVD auf, in der ein Berater die Zahlung von Schmiergeldern zugab.